# Alessandro Foglietta
Alessandro Foglietta (ur. 1 lutego 1953 w Supino) – włoski polityk, samorządowiec, od 2004 do 2009 poseł do Parlamentu Europejskiego.

## Życiorys
Uzyskał dyplom z zakresu rachunkowości, był przedstawicielem handlowym i pracownikiem biurowym. Od 1986 zajmował stanowiska kierownicze w prywatnych przedsiębiorstwach.
Przez szereg lat działał we Włoskim Ruchu Socjalnym (od 1988 w komitecie centralnym partii). Należał następnie do Sojuszu Narodowego (AN), kierował strukturami tego ugrupowania w prowincji Frosinone (1996–2005). W 1993 był zastępcą burmistrza, a następnie do 2005 radnym Supino. Od 1996 pełnił też funkcję radnego rady regionu Lacjum.
W wyniku wyborów z 2004 uzyskał mandat posła do Parlamentu Europejskiego VI kadencji. Należał do Grupy Unii na rzecz Europy Narodów, pracował m.in. w Komisji Ochrony Środowiska Naturalnego, Zdrowia Publicznego i Bezpieczeństwa Żywności. W PE zasiadał do 2009. Nie przystąpił do współtworzonego przez AN Ludu Wolności, w 2009 wsparł UDC.
W międzyczasie w 2006 został wybrany na burmistrza Supino (reelekcja w 2011).